# Cloniophorus nyassae
Cloniophorus nyassae là một loài bọ cánh cứng trong họ Cerambycidae.